# Famiglia McMahon
I McMahon sono una famiglia di imprenditori statunitensi di origini irlandesi, meglio conosciuti per essere i fondatori e proprietari della World Wrestling Entertainment, la più nota federazione di wrestling professionistico al mondo, precedentemente denominata World Wrestling Federation (1980–2002), World Wide Wrestling Federation (1963–1979) e Capitol Wrestling Corporation (1952–1963).
L'attività principale della WWE è il wrestling, ma nel corso degli anni ha notevolmente ampliato i propri interessi occupandosi anche di editoria e commercio elettronico.

## Eredità familiare
La dinastia McMahon ebbe inizio quando Roderick James McMahon, meglio conosciuto come Jess McMahon, iniziò a promuovere spettacoli di wrestling nel 1915. Nel 1952 fondò, insieme all'amico Toots Mondt, la Capitol Wrestling Corporation, federazione precursore dell'odierna World Wrestling Entertainment. Nel 1954 McMahon morì e la compagnia venne quindi rilevata dal figlio Vincent James McMahon che l'avrebbe poi rinominata in World Wide Wrestling Federation e in World Wrestling Federation. Nel 1984, con la morte di McMahon, l'azienda venne nuovamente rilevata dal figlio Vincent Kennedy McMahon, comunemente chiamato Vince McMahon, che al 2020 è proprietario, presidente e amministratore delegato della WWE.

## Generazioni successive
Dal matrimonio tra Vincent Kennedy McMahon e Linda Marie Edwards sono nati Shane Brandon McMahon e Stephanie Marie McMahon, rispettivamente primogenito e secondogenito della coppia. Shane è coniugato con Marissa Mazzola, con cui ha avuto tre figli (Declan James, Jesse Kenyon e Rogan Henry), mentre la sorella Stephanie con Paul Michael Levesque, meglio conosciuto come Triple H, con cui ha avuto tre figlie (Aurora Rose, Murphy Claire e Vaughn Evelyn).
Al 2022 Vincent Kennedy McMahon e la figlia Stephanie Marie McMahon sono gli unici membri della famiglia a lavorare nella World Wrestling Entertainment.

## Albero genealogico
|  |  |                             |                             |                             |                             |                               |                               |                               |                               | Roderick James McMahon (1882–1954) | Roderick James McMahon (1882–1954) | Roderick James McMahon (1882–1954) | Roderick James McMahon (1882–1954) | Roderick James McMahon (1882–1954) | Roderick James McMahon (1882–1954) |                                   |                                   | Rose E. Davis (1891–1997)         | Rose E. Davis (1891–1997)         | Rose E. Davis (1891–1997)  | Rose E. Davis (1891–1997)  | Rose E. Davis (1891–1997)       | Rose E. Davis (1891–1997)       |                                 |                                 |                                 |                                 |                             |                             |                                |                                |                                |                                |                                |                                |                               |                               |                               |                               |                              |                              |                               |                               |                               |                               |                               |                               |
|  |  |                             |                             |                             |                             |                               |                               |                               |                               | Roderick James McMahon (1882–1954) | Roderick James McMahon (1882–1954) | Roderick James McMahon (1882–1954) | Roderick James McMahon (1882–1954) | Roderick James McMahon (1882–1954) | Roderick James McMahon (1882–1954) |                                   |                                   | Rose E. Davis (1891–1997)         | Rose E. Davis (1891–1997)         | Rose E. Davis (1891–1997)  | Rose E. Davis (1891–1997)  | Rose E. Davis (1891–1997)       | Rose E. Davis (1891–1997)       |                                 |                                 |                                 |                                 |                             |                             |                                |                                |                                |                                |                                |                                |                               |                               |                               |                               |                              |                              |                               |                               |                               |                               |                               |                               |
|  |  |                             |                             |                             |                             |                               |                               |                               |                               |                                    |                                    |                                    |                                    |                                    |                                    |                                   |                                   |                                   |                                   |                            |                            |                                 |                                 |                                 |                                 |                                 |                                 |                             |                             |                                |                                |                                |                                |                                |                                |                               |                               |                               |                               |                              |                              |                               |                               |                               |                               |                               |                               |
|  |  |                             |                             |                             |                             | Victoria H. Askew (1920-2022) | Victoria H. Askew (1920-2022) | Victoria H. Askew (1920-2022) | Victoria H. Askew (1920-2022) | Victoria H. Askew (1920-2022)      | Victoria H. Askew (1920-2022)      |                                    |                                    | Vincent James McMahon (1914–1984)  | Vincent James McMahon (1914–1984)  | Vincent James McMahon (1914–1984) | Vincent James McMahon (1914–1984) | Vincent James McMahon (1914–1984) | Vincent James McMahon (1914–1984) |                            |                            | Juanita W. Johnston (1916–1998) | Juanita W. Johnston (1916–1998) | Juanita W. Johnston (1916–1998) | Juanita W. Johnston (1916–1998) | Juanita W. Johnston (1916–1998) | Juanita W. Johnston (1916–1998) |                             |                             |                                |                                |                                |                                |                                |                                |                               |                               |                               |                               |                              |                              |                               |                               |                               |                               |                               |                               |
|  |  |                             |                             |                             |                             | Victoria H. Askew (1920-2022) | Victoria H. Askew (1920-2022) | Victoria H. Askew (1920-2022) | Victoria H. Askew (1920-2022) | Victoria H. Askew (1920-2022)      | Victoria H. Askew (1920-2022)      |                                    |                                    | Vincent James McMahon (1914–1984)  | Vincent James McMahon (1914–1984)  | Vincent James McMahon (1914–1984) | Vincent James McMahon (1914–1984) | Vincent James McMahon (1914–1984) | Vincent James McMahon (1914–1984) |                            |                            | Juanita W. Johnston (1916–1998) | Juanita W. Johnston (1916–1998) | Juanita W. Johnston (1916–1998) | Juanita W. Johnston (1916–1998) | Juanita W. Johnston (1916–1998) | Juanita W. Johnston (1916–1998) |                             |                             |                                |                                |                                |                                |                                |                                |                               |                               |                               |                               |                              |                              |                               |                               |                               |                               |                               |                               |
|  |  |                             |                             |                             |                             |                               |                               |                               |                               |                                    |                                    |                                    |                                    |                                    |                                    |                                   |                                   |                                   |                                   |                            |                            |                                 |                                 |                                 |                                 |                                 |                                 |                             |                             |                                |                                |                                |                                |                                |                                |                               |                               |                               |                               |                              |                              |                               |                               |                               |                               |                               |                               |
|  |  |                             |                             |                             |                             |                               |                               |                               |                               | Vincent Kennedy McMahon (1945)     | Vincent Kennedy McMahon (1945)     | Vincent Kennedy McMahon (1945)     | Vincent Kennedy McMahon (1945)     | Vincent Kennedy McMahon (1945)     | Vincent Kennedy McMahon (1945)     |                                   |                                   | Linda Marie Edwards (1948)        | Linda Marie Edwards (1948)        | Linda Marie Edwards (1948) | Linda Marie Edwards (1948) | Linda Marie Edwards (1948)      | Linda Marie Edwards (1948)      |                                 |                                 |                                 |                                 |                             |                             |                                |                                |                                |                                |                                |                                |                               |                               |                               |                               |                              |                              |                               |                               |                               |                               |                               |                               |
|  |  |                             |                             |                             |                             |                               |                               |                               |                               | Vincent Kennedy McMahon (1945)     | Vincent Kennedy McMahon (1945)     | Vincent Kennedy McMahon (1945)     | Vincent Kennedy McMahon (1945)     | Vincent Kennedy McMahon (1945)     | Vincent Kennedy McMahon (1945)     |                                   |                                   | Linda Marie Edwards (1948)        | Linda Marie Edwards (1948)        | Linda Marie Edwards (1948) | Linda Marie Edwards (1948) | Linda Marie Edwards (1948)      | Linda Marie Edwards (1948)      |                                 |                                 |                                 |                                 |                             |                             |                                |                                |                                |                                |                                |                                |                               |                               |                               |                               |                              |                              |                               |                               |                               |                               |                               |                               |
|  |  |                             |                             |                             |                             |                               |                               |                               |                               |                                    |                                    |                                    |                                    |                                    |                                    |                                   |                                   |                                   |                                   |                            |                            |                                 |                                 |                                 |                                 |                                 |                                 |                             |                             |                                |                                |                                |                                |                                |                                |                               |                               |                               |                               |                              |                              |                               |                               |                               |                               |                               |                               |
|  |  |                             |                             |                             |                             |                               |                               |                               |                               |                                    |                                    |                                    |                                    |                                    |                                    |                                   |                                   |                                   |                                   |                            |                            |                                 |                                 |                                 |                                 |                                 |                                 |                             |                             |                                |                                |                                |                                |                                |                                |                               |                               |                               |                               |                              |                              |                               |                               |                               |                               |                               |                               |
|  |  | Marissa Mazzola (1973)      | Marissa Mazzola (1973)      | Marissa Mazzola (1973)      | Marissa Mazzola (1973)      | Marissa Mazzola (1973)        | Marissa Mazzola (1973)        |                               |                               | Shane Brandon MacMahon (1970)      | Shane Brandon MacMahon (1970)      | Shane Brandon MacMahon (1970)      | Shane Brandon MacMahon (1970)      | Shane Brandon MacMahon (1970)      | Shane Brandon MacMahon (1970)      |                                   |                                   |                                   |                                   |                            |                            |                                 |                                 |                                 |                                 |                                 |                                 |                             |                             | Stephanie Marie McMahon (1976) | Stephanie Marie McMahon (1976) | Stephanie Marie McMahon (1976) | Stephanie Marie McMahon (1976) | Stephanie Marie McMahon (1976) | Stephanie Marie McMahon (1976) |                               |                               | Paul Michael Levesque (1969)  | Paul Michael Levesque (1969)  | Paul Michael Levesque (1969) | Paul Michael Levesque (1969) | Paul Michael Levesque (1969)  | Paul Michael Levesque (1969)  |                               |                               |                               |                               |
|  |  | Marissa Mazzola (1973)      | Marissa Mazzola (1973)      | Marissa Mazzola (1973)      | Marissa Mazzola (1973)      | Marissa Mazzola (1973)        | Marissa Mazzola (1973)        |                               |                               | Shane Brandon MacMahon (1970)      | Shane Brandon MacMahon (1970)      | Shane Brandon MacMahon (1970)      | Shane Brandon MacMahon (1970)      | Shane Brandon MacMahon (1970)      | Shane Brandon MacMahon (1970)      |                                   |                                   |                                   |                                   |                            |                            |                                 |                                 |                                 |                                 |                                 |                                 |                             |                             | Stephanie Marie McMahon (1976) | Stephanie Marie McMahon (1976) | Stephanie Marie McMahon (1976) | Stephanie Marie McMahon (1976) | Stephanie Marie McMahon (1976) | Stephanie Marie McMahon (1976) |                               |                               | Paul Michael Levesque (1969)  | Paul Michael Levesque (1969)  | Paul Michael Levesque (1969) | Paul Michael Levesque (1969) | Paul Michael Levesque (1969)  | Paul Michael Levesque (1969)  |                               |                               |                               |                               |
|  |  |                             |                             |                             |                             |                               |                               |                               |                               |                                    |                                    |                                    |                                    |                                    |                                    |                                   |                                   |                                   |                                   |                            |                            |                                 |                                 |                                 |                                 |                                 |                                 |                             |                             |                                |                                |                                |                                |                                |                                |                               |                               |                               |                               |                              |                              |                               |                               |                               |                               |                               |                               |
|  |  |                             |                             |                             |                             |                               |                               |                               |                               |                                    |                                    |                                    |                                    |                                    |                                    |                                   |                                   |                                   |                                   |                            |                            |                                 |                                 |                                 |                                 |                                 |                                 |                             |                             |                                |                                |                                |                                |                                |                                |                               |                               |                               |                               |                              |                              |                               |                               |                               |                               |                               |                               |
|  |  | Declan James McMahon (2004) | Declan James McMahon (2004) | Declan James McMahon (2004) | Declan James McMahon (2004) | Declan James McMahon (2004)   | Declan James McMahon (2004)   |                               |                               | Kenyon Jesse McMahon (2006)        | Kenyon Jesse McMahon (2006)        | Kenyon Jesse McMahon (2006)        | Kenyon Jesse McMahon (2006)        | Kenyon Jesse McMahon (2006)        | Kenyon Jesse McMahon (2006)        |                                   |                                   | Rogan Henry McMahon (2010)        | Rogan Henry McMahon (2010)        | Rogan Henry McMahon (2010) | Rogan Henry McMahon (2010) | Rogan Henry McMahon (2010)      | Rogan Henry McMahon (2010)      |                                 |                                 | Aurora Rose Levesque (2006)     | Aurora Rose Levesque (2006)     | Aurora Rose Levesque (2006) | Aurora Rose Levesque (2006) | Aurora Rose Levesque (2006)    | Aurora Rose Levesque (2006)    |                                |                                | Murphy Claire Levesque (2008)  | Murphy Claire Levesque (2008)  | Murphy Claire Levesque (2008) | Murphy Claire Levesque (2008) | Murphy Claire Levesque (2008) | Murphy Claire Levesque (2008) |                              |                              | Vaughn Evelyn Levesque (2010) | Vaughn Evelyn Levesque (2010) | Vaughn Evelyn Levesque (2010) | Vaughn Evelyn Levesque (2010) | Vaughn Evelyn Levesque (2010) | Vaughn Evelyn Levesque (2010) |